# Grande-Synthe
Grande-Synthe är en kommun i departementet Nord i regionen Hauts-de-France i norra Frankrike. Kommunen ligger i kantonen Grande-Synthe som tillhör arrondissementet Dunkerque. År 2022 hade Grande-Synthe 20 347 invånare.

## Befolkningsutveckling
Antalet invånare i kommunen Grande-Synthe
| Referens: INSEE |